# SP-61
A Rodovia Ariovaldo de Almeida Viana (SP-61) é uma rodovia transversal do estado de São Paulo, administrada pelo Departamento de Estradas de Rodagem do Estado de São Paulo (DER-SP).

## Denominações
Recebe as seguintes denominações em seu trajeto:
Nome:	Ariovaldo de Almeida Viana, Rodovia
- De - até:	Guarujá - Bertioga (Ferry-boat)
- Legislação: LEI 7.244 DE 10/05/91

## Descrição
Também conhecida como Rodovia Guarujá-Bertioga, situa-se integralmente dentro do Município de Guarujá, ligando a área urbana do mesmo até a balsa que dá acesso ao município de Bertioga. Faz ligação com Mogi das Cruzes, através da Rodovia Dom Paulo Rolim Loreiro (SP-98). Também é conhecida em trecho urbano pelos nomes Estrada do Pernambuco e Avenida Marjory da Silva Prado.
Em 2019,  a Superintendência do Departamento de Estradas de Rodagem (DER) recebeu o pedido de transferência de domínio da estrada para o município. Parlamentares da cidade passaram a pressionar a prefeitura local para passar a administrar a via.
Principais pontos de passagem: Guarujá - Bertioga (Ferry Boat)

## Características

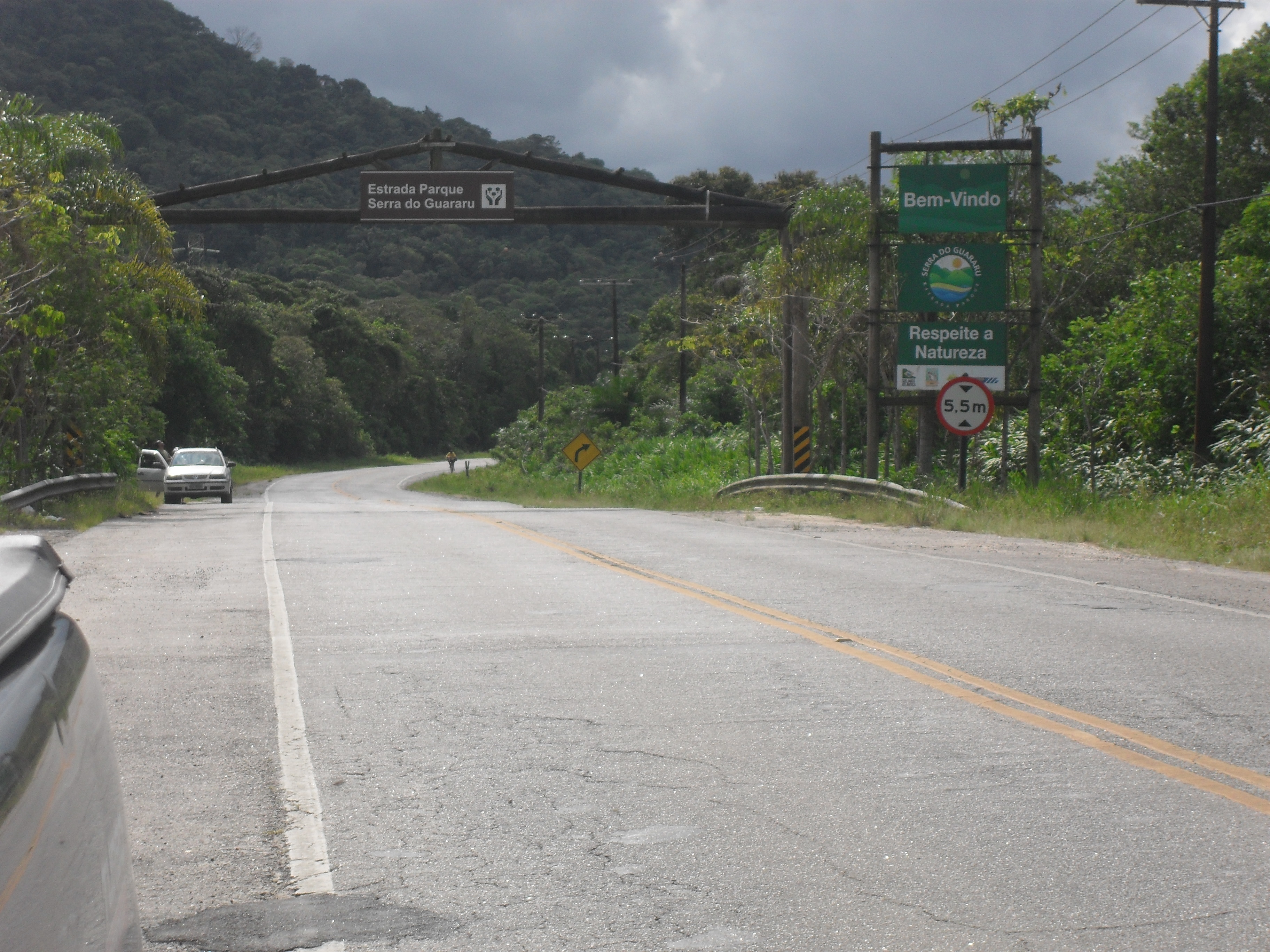
Trecho da SP-61

### Extensão
- Km Inicial: 0,000
- Km Final: 21,800

### Municípios atendidos
- Guarujá